# Michael Jeffrey Woods
Michael Jeffrey Woods (* 7. Januar 1957 in North Kingston, Rhode Island; † 29. Juli 2006 in Warwick, Rhode Island) war ein US-amerikanischer Schauspieler und Geschäftsmann.

## Leben
Woods ist der Sohn von Gail Peyton Woods und Martha A. Woods Dixon. Sein Bruder ist der Schauspieler James Woods. Er ist geschieden und der Vater von drei Kindern, Jacquelyn R. Woods, Sarah L. Woods und Peyton J. Woods.
Woods war u. a. im Online Poker tätig und darüber hinaus in der lokalen Politik aktiv.
Woods spielte in mehreren Fernseh- und Filmproduktionen, darunter in Auf die harte Tour, mit Michael J. Fox und seinem Bruder.

## Filmografie
- 1991: Auf die harte Tour (The Hard Way)
- 1992: Sag’s offen, Shirlee (Straight Talk)
- 1995: Killer – Tagebuch eines Serienmörders (A Journal of Murder )
- 1998: Ein neuer Tag im Paradies (Another Day in Paradise)
- 2001: Race to Space
- 2003: Rudy: The Rudy Giuliani Story (Fernsehfilm)